# Le Perreux-sur-Marne
Le Perreux-sur-Marne is een gemeente in het Franse departement Val-de-Marne (regio Île-de-France). De gemeente telde 34.654 inwoners op 1 januari 2022. De plaats maakt deel uit van het arrondissement Nogent-sur-Marne.

## Geschiedenis
Voor 1887 was Perreux een wijk van Nogent-sur-Marne. Perreux werd door de komst van de spoorweg fysiek gescheiden van het centrum van Nogent-sur-Marne. Door verkavelingen ontstond een residentiële wijk, die in 1887 een zelfstandige gemeente werd.

## Geografie
De oppervlakte van Le Perreux-sur-Marne bedroeg op 1 januari 2022 3,96 vierkante kilometer; de bevolkingsdichtheid was toen 8.751 inwoners per km². De gemeente ligt aan de Marne.
De onderstaande kaart toont de ligging van Le Perreux-sur-Marne met de belangrijkste infrastructuur en aangrenzende gemeenten.

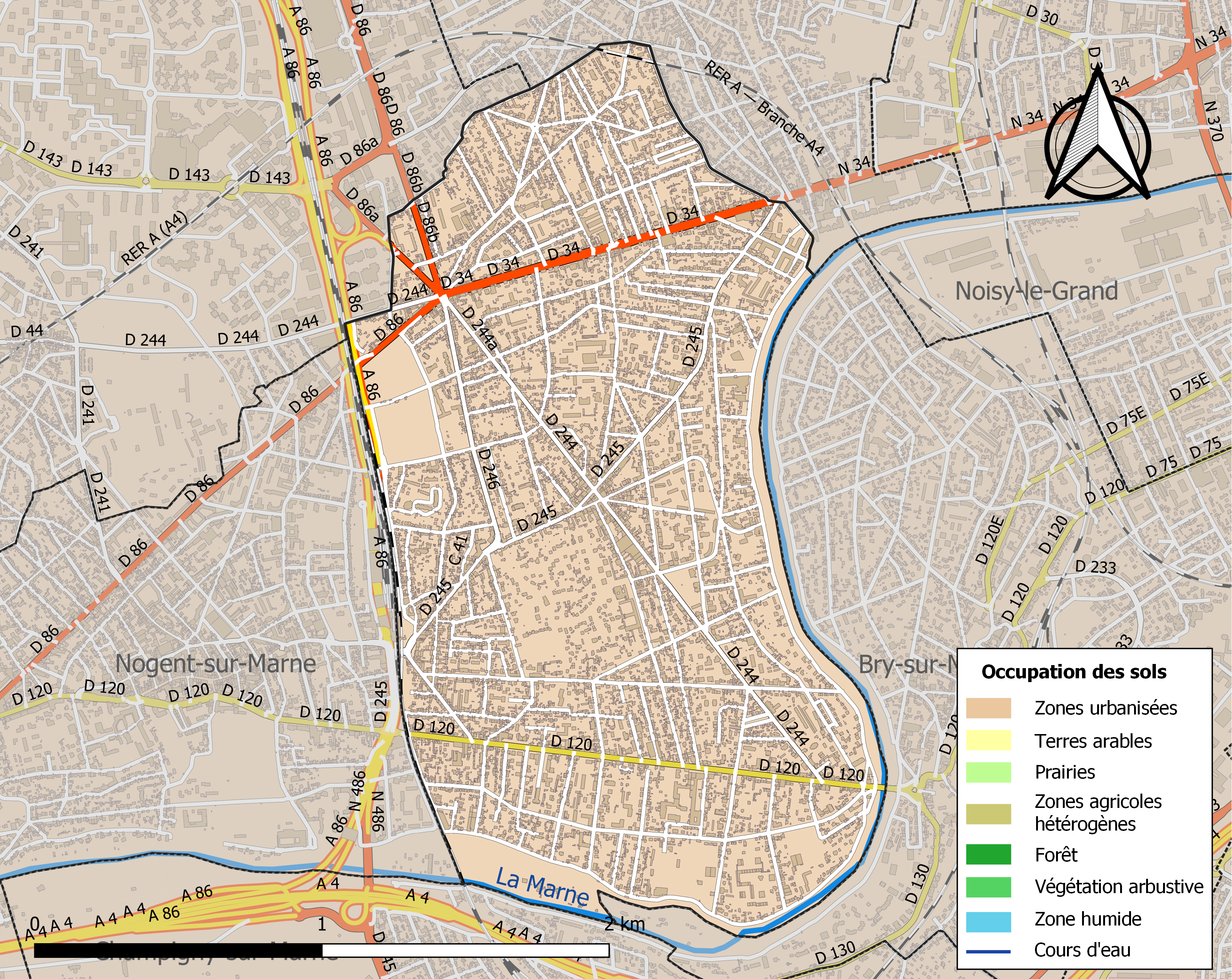

## Demografie
Onderstaande figuur toont het verloop van het inwonertal (bron: INSEE-tellingen).

## Geboren
- Paul Mabille (1835-1923), bioloog
- Marie-Thérèse Walter (1909-1977), vriendin en muze van Pablo Picasso
- Jean-Claude Forest (1930-1998), stripauteur
- Véronique Ovaldé (1972), schrijfster

## Overleden
- Achile Delmaet (1860-1914), fotograaf
- Ernst Friedrich (1894-1967), oprichter eerste anti-oorlogsmuseum

## Partnergemeente
- Forchheim (Beieren)